# NGC 445
NGC 445 је лентикуларна галаксија у сазвежђу Кит која се налази на NGC листи објеката дубоког неба.
Деклинација објекта је + 1° 55' 3" а ректасцензија 1h 14m 52,6s. Привидна величина (магнитуда) објекта NGC 445 износи 14,3 а фотографска магнитуда 15,3. NGC 445 је још познат и под ознакама CGCG 385-47, PGC 4493.